# Malvaceae
Le Malvacee (Malvaceae Juss., 1789) sono una famiglia di piante angiosperme distribuite nelle regioni temperate e calde di tutto il globo.
Della famiglia fanno parte specie di grande interesse commerciale come ad esempio fibre tessili (cotone, iuta, kenaf), piante ornamentali (es. Ibisco), piante alimentari (gombo, carcadè).

## Descrizione

Stame al microscopio

Nella sottofamiglia delle Malvoidee (che approssimativamente corrisponde alla delimitazione classica) le foglie sono spiralate provviste di stipole.

I fiori, per lo più isolati, sono ermafroditi, attinomorfi.
Il calice, formato da 5 sepali saldati alla base, è spesso raddoppiato all'esterno da un calicetto, la corolla è costituita da 5 petali liberi o concresciuti alla base. L'androceo è formato da numerosi stami saldati per i filamenti a formare una tipica struttura a tubo che avvolge lo stilo. Il gineceo è formato da 5 - molti carpelli che formano un ovario supero; ciascun carpello contiene un solo ovulo.

Il frutto è un poliachenio, costituito da tanti mericarpi quanti sono i carpelli che a maturità si separano per distruzione del ricettacolo (es. Malva) o una capsula loculicida.

## Tassonomia
La famiglia comprendente circa 250 generi e oltre 4 000 specie.
La classificazione filogenetica suddivide la famiglia Malvaceae nelle seguenti sottofamiglie (♦ indica cladi poco supportati <80%):
|  | Byttnerioideae: 26 generi, 650 specie. Pantropicali, in particolare in Sud America |
|  |                                                                                    |
|  | Grewioideae: 25 generi, 770 specie. Pantropicali.                                  |
|  |                                                                                    |

|   | Sterculioideae: 12 generi, 430 specie. Pantropicali |
|   | |
|   | Tilioideae: 3 generi, 50 specie. Regioni temperate settentrionali e dell'America centrale |
|   | |
|   | Dombeyoideae: 20 generi, 380 specie. Palaeotropicali, in particolare Madagascar e Isole Mascarene |
|   | |
|   | Brownlowioideae: 8 generi, circa 70 specie. Per lo più palaeotropicali. |
|   | |
|   | Helicteroideae: 12 generi, circa 90 specie. Tropicali, in particolare nel Sud-Est Asiatico. |
|   | |
| ♦ | \| \| Malvoideae: 78 generi, 1 670 specie. Da temperate a tropicali. \| \| \| \| \| \| Bombacoideae: 16 generi, 120 specie. Tropicali, in particolare Africa, nelle Americhe e in Oceania. \| \| \| \| |
|   | \| \| Malvoideae: 78 generi, 1 670 specie. Da temperate a tropicali. \| \| \| \| \| \| Bombacoideae: 16 generi, 120 specie. Tropicali, in particolare Africa, nelle Americhe e in Oceania. \| \| \| \| |
|   | Malvoideae: 78 generi, 1 670 specie. Da temperate a tropicali. |
|   | |
|   | Bombacoideae: 16 generi, 120 specie. Tropicali, in particolare Africa, nelle Americhe e in Oceania. |
|   | |

|  | Malvoideae: 78 generi, 1 670 specie. Da temperate a tropicali.                                      |
|  | |
|  | Bombacoideae: 16 generi, 120 specie. Tropicali, in particolare Africa, nelle Americhe e in Oceania. |
|  | |

|  | Byttnerioideae: 26 generi, 650 specie. Pantropicali, in particolare in Sud America |
|  |                                                                                    |
|  | Grewioideae: 25 generi, 770 specie. Pantropicali.                                  |
|  |                                                                                    |

|   | Sterculioideae: 12 generi, 430 specie. Pantropicali |
|   | |
|   | Tilioideae: 3 generi, 50 specie. Regioni temperate settentrionali e dell'America centrale |
|   | |
|   | Dombeyoideae: 20 generi, 380 specie. Palaeotropicali, in particolare Madagascar e Isole Mascarene |
|   | |
|   | Brownlowioideae: 8 generi, circa 70 specie. Per lo più palaeotropicali. |
|   | |
|   | Helicteroideae: 12 generi, circa 90 specie. Tropicali, in particolare nel Sud-Est Asiatico. |
|   | |
| ♦ | \| \| Malvoideae: 78 generi, 1 670 specie. Da temperate a tropicali. \| \| \| \| \| \| Bombacoideae: 16 generi, 120 specie. Tropicali, in particolare Africa, nelle Americhe e in Oceania. \| \| \| \| |
|   | \| \| Malvoideae: 78 generi, 1 670 specie. Da temperate a tropicali. \| \| \| \| \| \| Bombacoideae: 16 generi, 120 specie. Tropicali, in particolare Africa, nelle Americhe e in Oceania. \| \| \| \| |
|   | Malvoideae: 78 generi, 1 670 specie. Da temperate a tropicali. |
|   | |
|   | Bombacoideae: 16 generi, 120 specie. Tropicali, in particolare Africa, nelle Americhe e in Oceania. |
|   | |

|  | Malvoideae: 78 generi, 1 670 specie. Da temperate a tropicali.                                      |
|  | |
|  | Bombacoideae: 16 generi, 120 specie. Tropicali, in particolare Africa, nelle Americhe e in Oceania. |
|  | |

L'attuale classificazione attribuisce alle Malvaceae anche generi che la classificazione tradizionale assegnava alle famiglie Bombacaceae, Sterculiaceae e Tiliaceae.

## Alcune specie

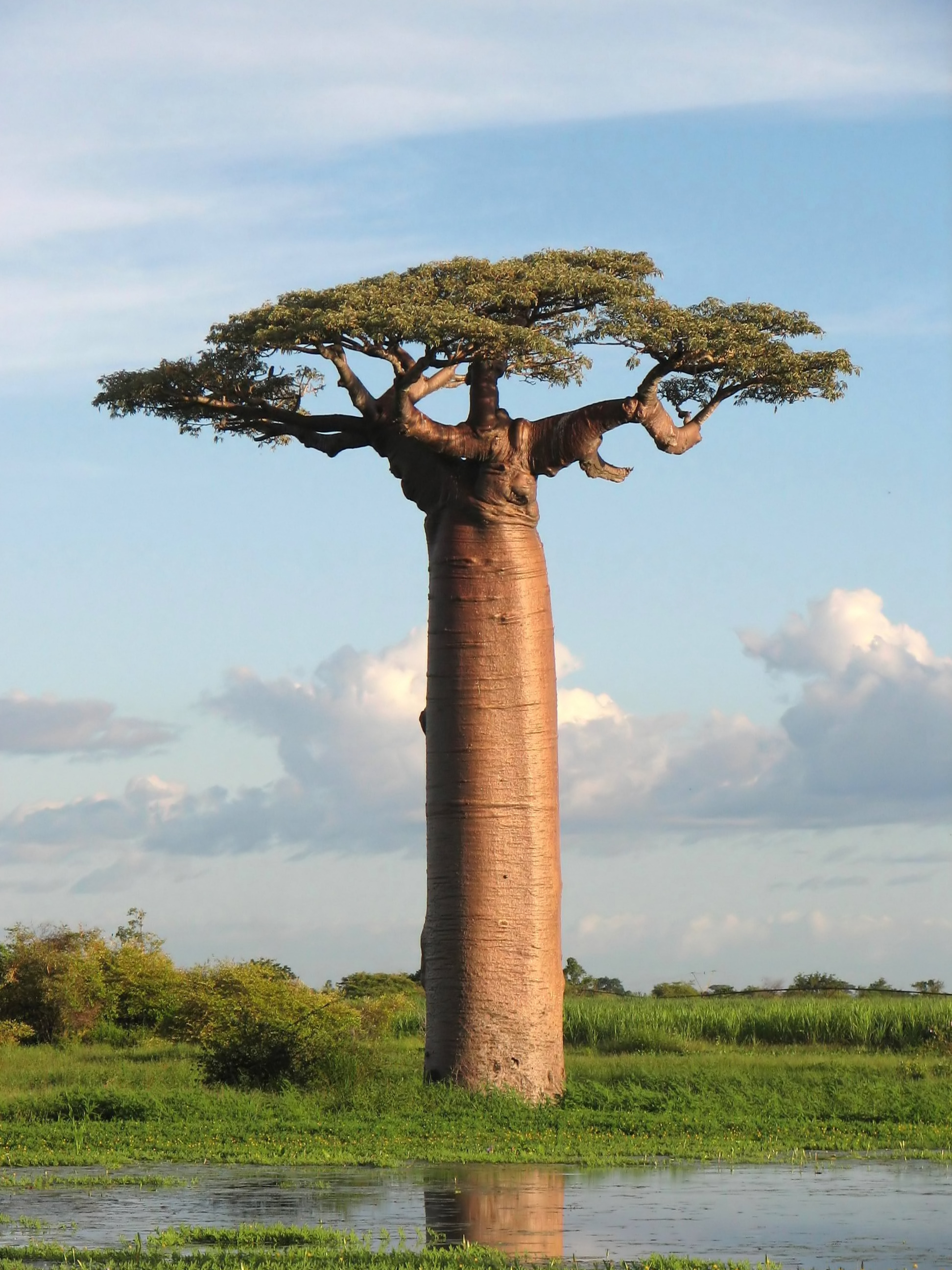
Adansonia grandidieri
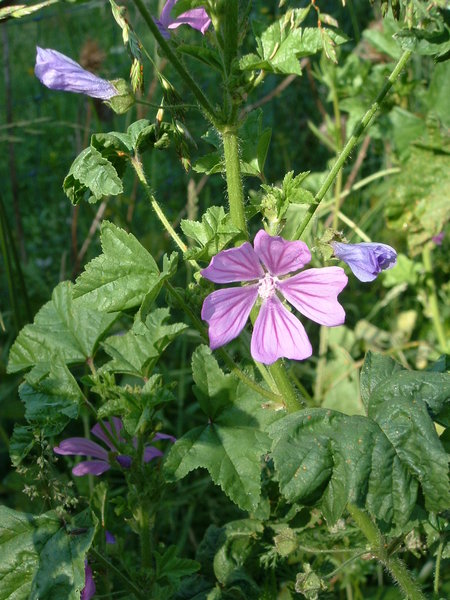
Malva sylvestris
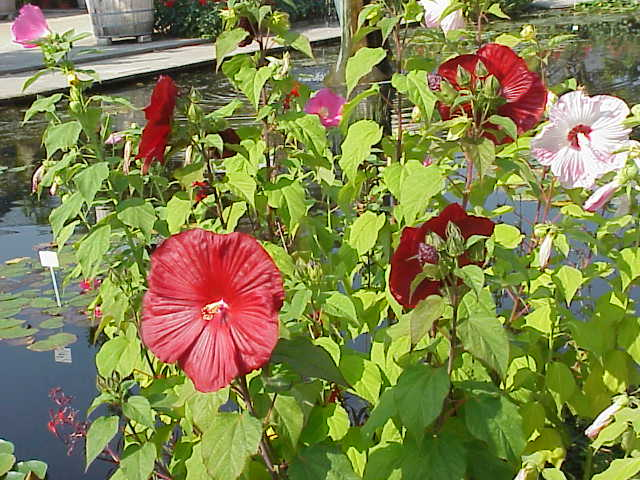
Hibiscus moscheutos
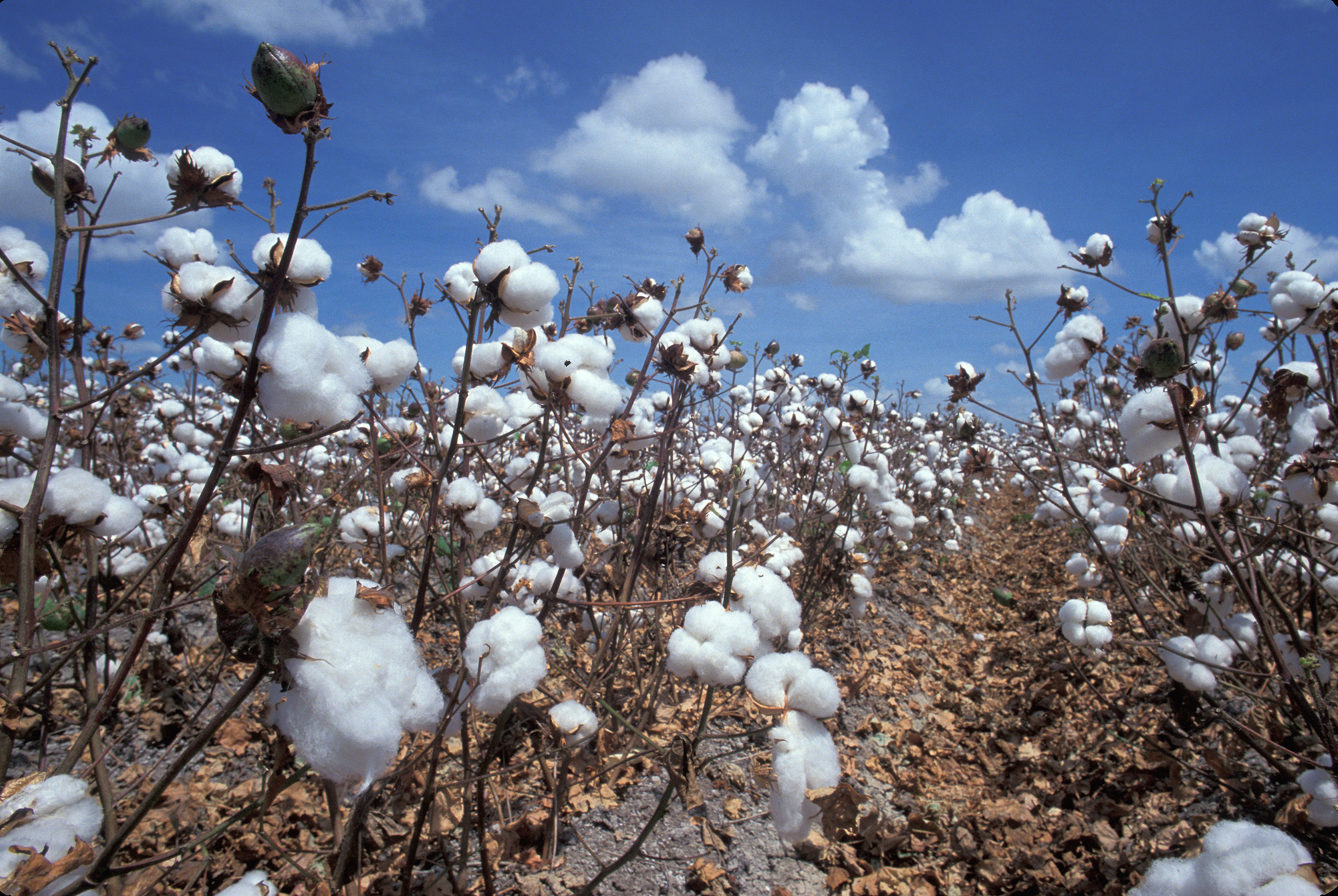
Gossypium barbadense
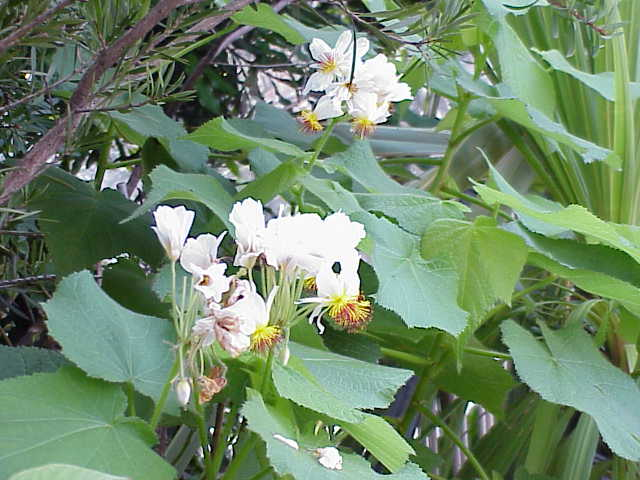
Sparrmannia africana
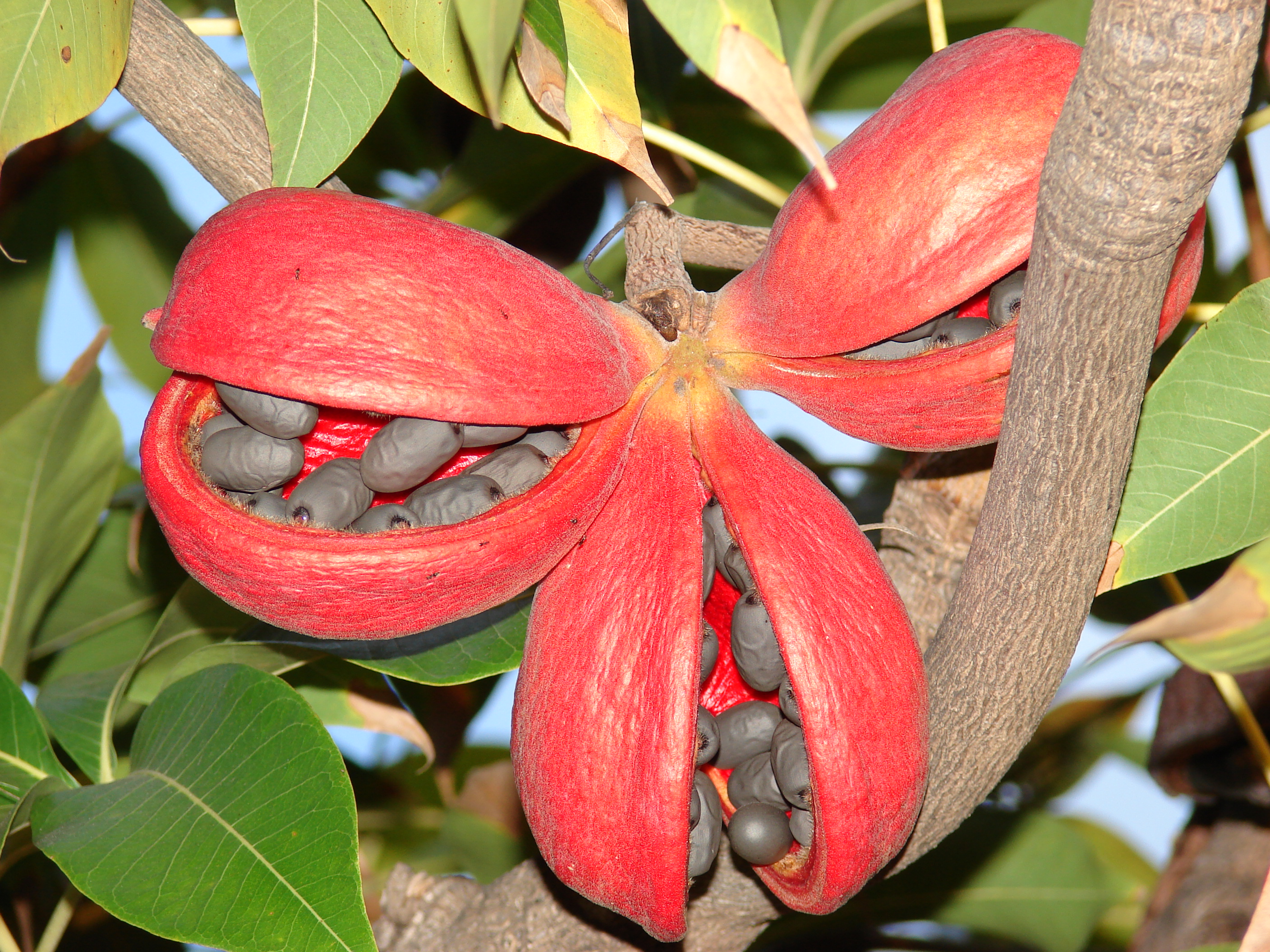
Sterculia foetida